# Kaapse gier
De kaapse gier (Gyps coprotheres) is een gier uit de oude wereld en behoort tot de familie van de Accipitridae (havikachtigen), waartoe ook arenden en buizerds behoren. De soort werd in 1798 door Johann Reinhold Forster geldig beschreven. Het dier staat op de Rode Lijst van de IUCN als bedreigd.

## Beschrijving
De vogel is 100 tot 115 cm lang en heeft een spanwijdte van 228 tot 255 cm. Het is een groot soort gier die lijkt op de vale gier maar is wat lichter, meer roomkleurig met een donker gekleurde nek, zwarte snavel, met een blauwachtig gekleurd naakte huid rond het oog en de keel en een geel oog.

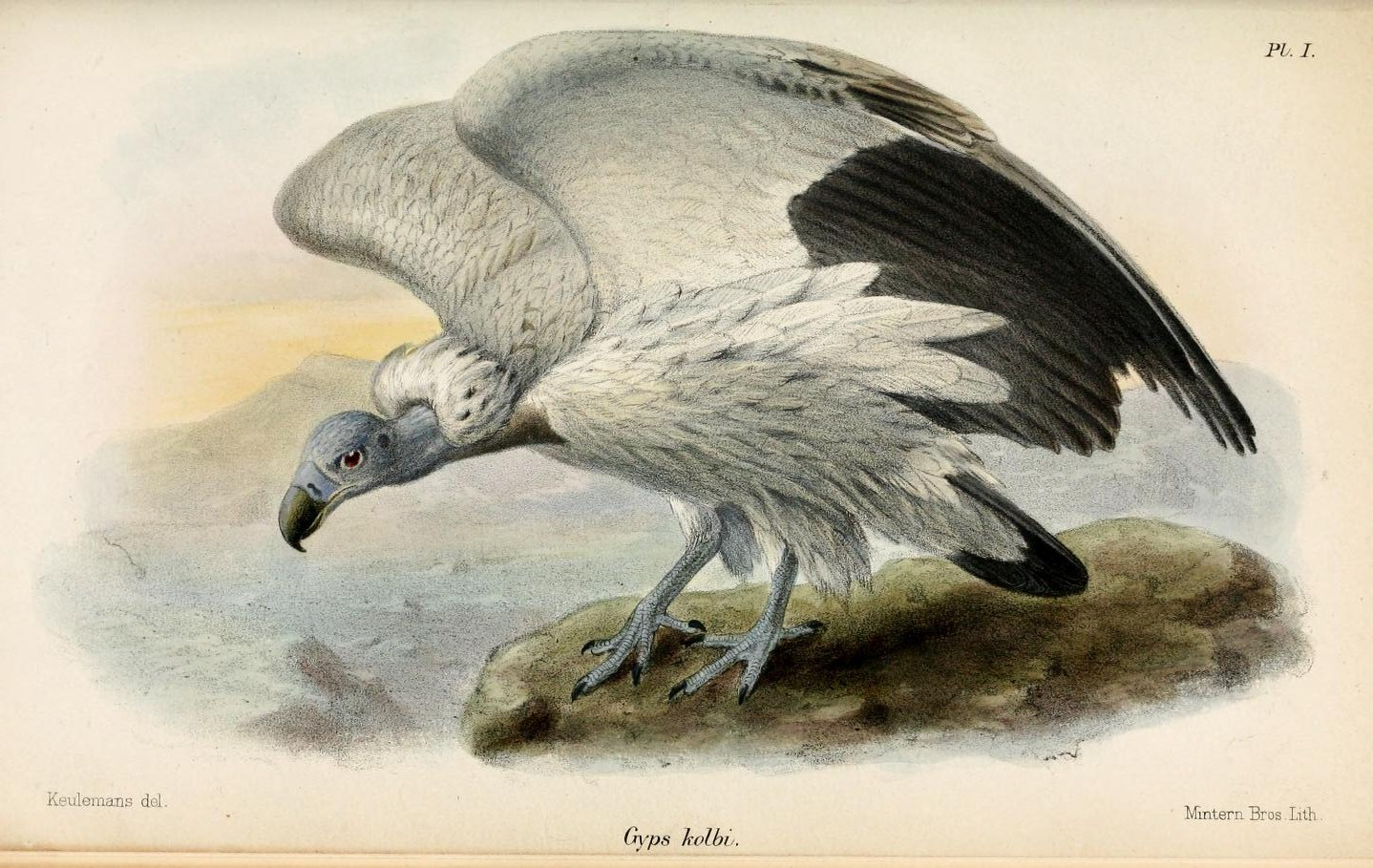
Kaapse gier, J.G. Keulemans (1874)

.

## Leefgebied
De dieren komen  voor in het zuiden van Afrika. Ze komen hoofdzakelijk voor in Zuid-Afrika, Lesotho, Botswana en in sommige delen van Namibië.

## Voedsel en leefwijze
Net zoals alle gieren, is de kaapse gier een vleesetende vogel. Het zijn voornamelijk aaseters, en spotten krengen van ver. Het zijn dan ook vaak de eerste aaseters, op jakhalzen na, die bij een dood dier terechtkomen. Kaapse gieren vertoeven vaak in het gezelschap van maraboes, die van deze eigenschap profiteren. Ze nestelen op kliffen waarbij ze één ei leggen en uitbroeden.

## Status
De kaapse gier heeft een beperkt verspreidingsgebied en daardoor is de kans op uitsterven aanwezig. De grootte van de populatie werd in 2015 door BirdLife International geschat op 9.600 tot 12.800 volwassen individuen en de populatie-aantallen nemen af met een tempo van gemiddeld 92% binnen drie generaties door voedselvergiftiging, aanleg van bovengrondse elektriciteitsleidingen en andere vormen van habitatverlies. Om deze redenen staat deze soort als kwetsbaar op de Rode Lijst van de IUCN.